# Даска
Даска је врста равно отесаног комада дрвета, обично пљоснатог и дугачког, који се користи у грађевинарству. Од дасака се праве и одређени делови намештаја, као што су сто, столица и др. Даске се могу користити и за конструкцију скели по којима мајстори ходају.